# Corpus Christi en Valladolid
El Corpus Christi es una de las principales celebraciones católicas de la ciudad de Valladolid. Si bien su celebración siempre ha estado a la sombra del esplendor de las procesiones de Semana Santa en la ciudad, ha sabido tomar de éstas la solemnidad y elegancia que las caracteriza, lo cual, unido a la belleza de la custodia procesional de Juan de Arfe, ha hecho de esta una de las celebraciones religiosas de referencia. Así, decía en 1955 Narciso Alonso Cortés que:

Tiene después de esto Valladolid muchas procesiones devotas; señaladamente la del Corpus Christi se hace con tanta solemnidad, con tantos autos y fiestas, con tanto aparato de carros y de las demás cosas, que no se hace mejor ni en Sevilla ni en Toledo, y no sé si también se considera por parte desta fiesta el lugar y calles por donde anda

## Historia
No se sabe ciertamente cuándo empezó esta celebración en la ciudad, pero ya en el último tercio del siglo XVI, el poeta Dámaso de Frías en su Diálogo en alabança de Valladolid, destaca la magnificencia que por aquel entonces tenía la procesión del Corpus. Elementos populares, como gigantes representando las partes del mundo, o las danzas, se mezcablan con los autos sacramentales, representandos en carros triunfales, que adquirieron gran importancia en la ciudad con la estancia de Lope de Rueda entre 1551 y 1559.
Al igual que la Semana Santa, la celebración se benefició, a principios del siglo XVII, con el establecimiento de la Corte del Imperio Español en Valladolid. Pinheiro da Vega en la Fastiginia habla de 600 frailes y 300 clérigos en torno a la figura del Monarca, Felipe IV.
En el siglo XVIII, los Gremios, que financiaban la fiesta, comenzarán a solicitar que se reduzcan los gastos, lo que conlleva la prohibición de los autos sacramentales en 1765. La mentalidad ilustrada de finales de siglo intentará cambiar la esencia de la fiesta.
Durante el siglo XIX, la celebración del Corpus seguirá manteniendo sus raíces históricas. El Edicto de Provisorato recogía la convocatoria de la Procesión, las normas para su organización y desarrollo, recorrido y horarios y planta del cortejo, ordenando la procesión por la antigüedad de las parroquias, junto con las cofradías y asociaciones, con una gran comitiva y acompañando junto a la Custodia, diversas imágenes. Será en 1925 el último año en el que salgan imágenes en procesión, iniciándose un declive en el protocolo e institucionalización de esta procesión, curiosamente mientras la Semana Santa resurge potente en la ciudad, con su reorganización y la creación de nuevas Cofradías.
En las últimas décadas, la procesión ha estado organizada por la Adoración Nocturna de Valladolid. Recientemente, la Junta de Cofradías de Semana Santa coorganiza la procesión, lo que ha contribuido a reconstruir, poco a poco, los rasgos históricos de esta celebración.

## Días previos

### Auto Sacramental
En 2014 tuvo lugar la recuperación de la tradición de los autos sacramentales, con la representación de La Universal Redención de Pedro Calderón de la Barca, el sábado previo a Pentecostés, quince días antes de la celebración del Corpus. Auspiciado por la Cofradía de la Sagrada Cena, tuvo lugar en su sede, la Iglesia de San Pedro, con un montaje especialmente acondicionado e integrado en el altar de la iglesia. Todas estas representaciones  han sido posibles por el trabajo desinteresado y el buen hacer del Grupo de teatro RAKATAKLÁ de Valladolid, destacamos la labor de investigación que Mª de Gracia Herguedas Torres, (Directora del grupo), esta realizando sobre los Autos Sacramentales
| Año  | Día                    | Obra                                                                   | Lugar                        |
| ---- | ---------------------- | ---------------------------------------------------------------------- | ---------------------------- |
| 2014 | Víspera de Pentecostés | La universal redención, de Pedro Calderón de la Barca                  | Iglesia de San Pedro Apóstol |
| 2015 | Víspera de Pentecostés | La universal redención, de Pedro Calderón de la Barca                  | Iglesia de San Pedro Apóstol |
| 2016 | Víspera de la Trinidad | La vida es sueño, de Pedro Calderón de la Barca                        | Catedral                     |
| 2016 | mes de julio y agosto  | "Si la luna no diera su luz" historia y celebración del Corpus Christi | Catedral                     |
| 2017 | 24 de junio            | "Si la luna no diera su luz" historia y celebración del Corpus Christi | Catedral                     |

### Tríduo a Jesús Sacramentado
Se realiza durante los tres días previos a la celebración del Corpus, por la tarde en la Catedral, organizado por la Adoración Nocturna y la Cofradía de la Sagrada Cena.

### Exaltación de la Eucaristía
La tarde antes del Corpus y tras la celebración de la misa del Tríduo en la Catedral, tiene lugar la exposición y bendición con el Santísimo. Acto seguido, se procede a la Exaltación de la Eucaristía, pregón literario a cargo de un religioso, escritor, historiador o periodista vinculado a la celebración.
En los últimos años han realizado la Exaltación:
- 2006, Rvdo. Sr. Antonio Pelayo Bombín. Periodista. Corresponsal de Antena 3 en el Vaticano.
- 2007, Excmo. y Rvdo. Sr. Braulio Rodríguez Plaza. Arzobispo de Valladolid.
- 2008, Félix Antonio González. Poeta, escritor, periodista y pintor. Académico de la Real Academia de Bellas Artes.
- 2009, David Frontela Moro, Director de El Día de Valladolid.
- 2010, Carmen Isabel Santamaría del Rey. Escritora.
- 2011, Javier Burrieza Sánchez. Profesor de Historia Moderna de la Universidad de Valladolid.
- 2012, Rvdo. Sr. Jorge Fernández Bastardo. Asesor Espiritual de la Cofradía de la Sagrada Cena y delegado de Pastoral Juvenil de la Archidiócesis de Valladolid.
- 2013, José Ignacio Foces Gil. Subdirector de El Norte de Castilla.
- 2014, Rvdo. Luis Argüello Galindo. Vicario general de la Diócesis de Valladolid.
- 2015, Ángel Tesedo Fernández. expresidente de la Junta de Cofradías de Semana Santa de Valladolid. Académico de la Real Academia de Medicina y Cirugía.
- 2016, Fernando Alonso Ruiz, Presidente de la Adoración Nocturna de Valladolid y Coordinador de la Adoración Eucarística Perpetua.

### Vigilia del Corpus
Tiene lugar la noche antes del día del Corpus, en la Catedral, organizada por la Adoración Nocturna.
En 2016 tuvo lugar durante toda la noche en el Santuario Nacional de la Gran Promesa.

## Día del Corpus

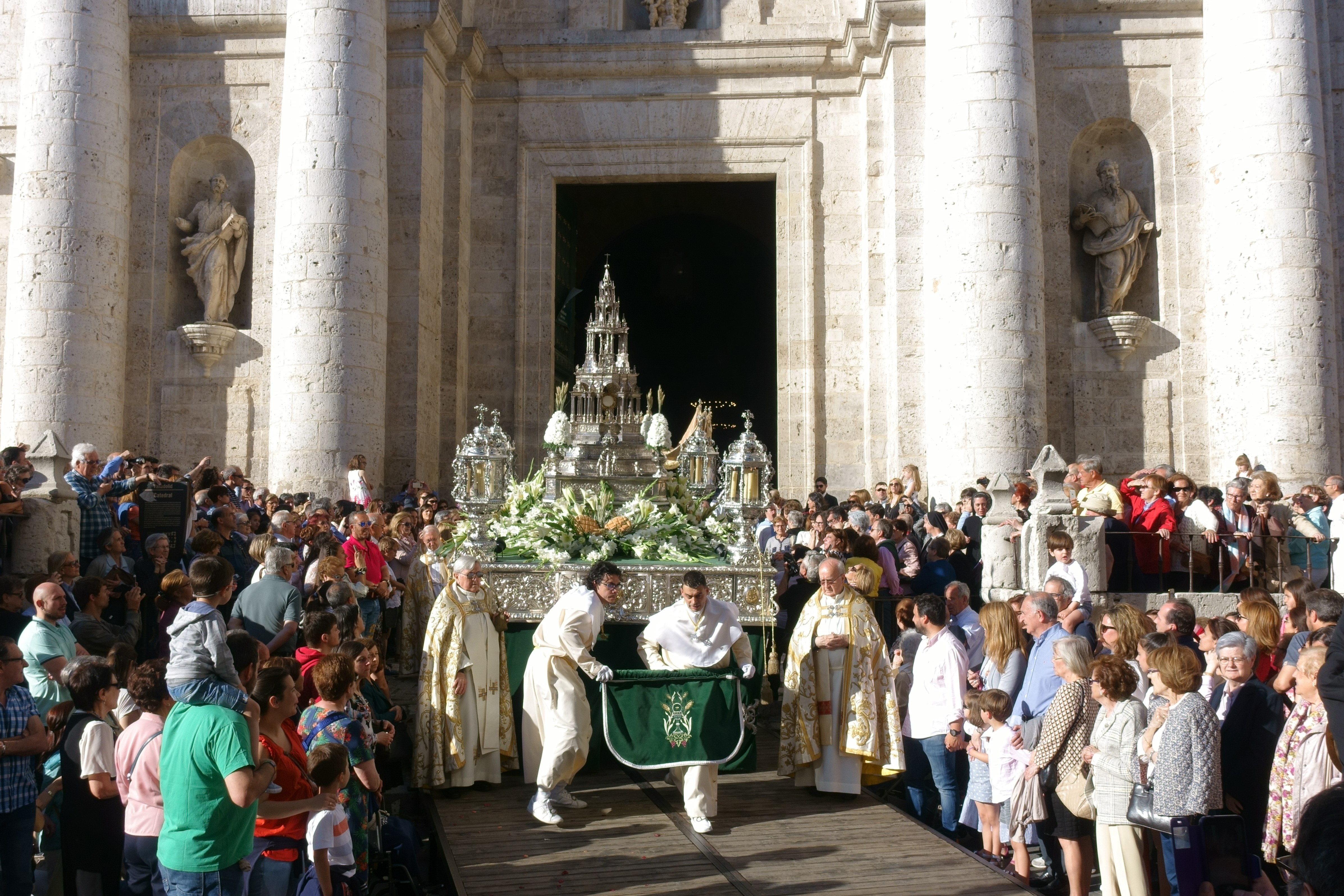
Salida de la Custodia de la catedral

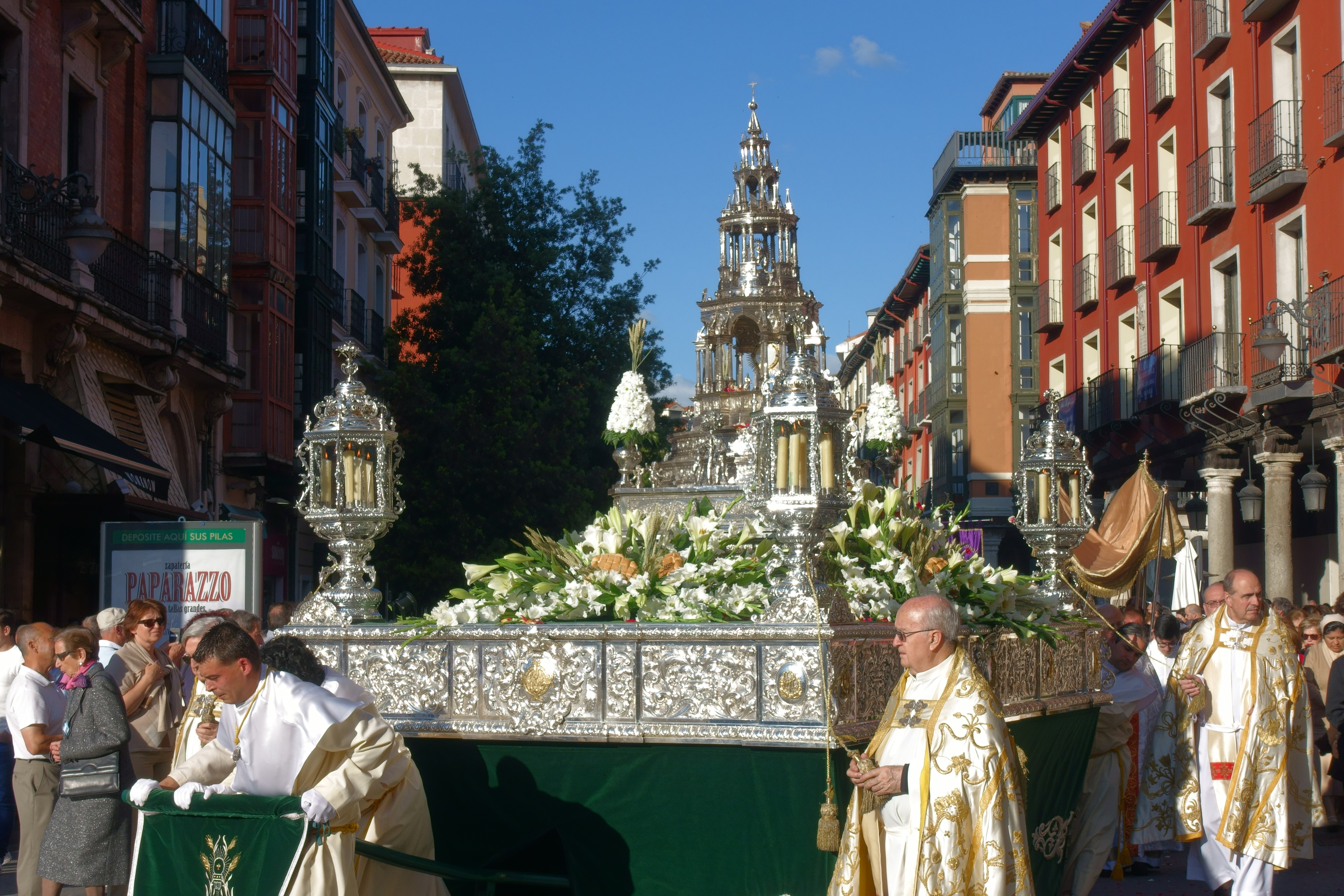
La Custodia a su llegada a la plaza Mayor

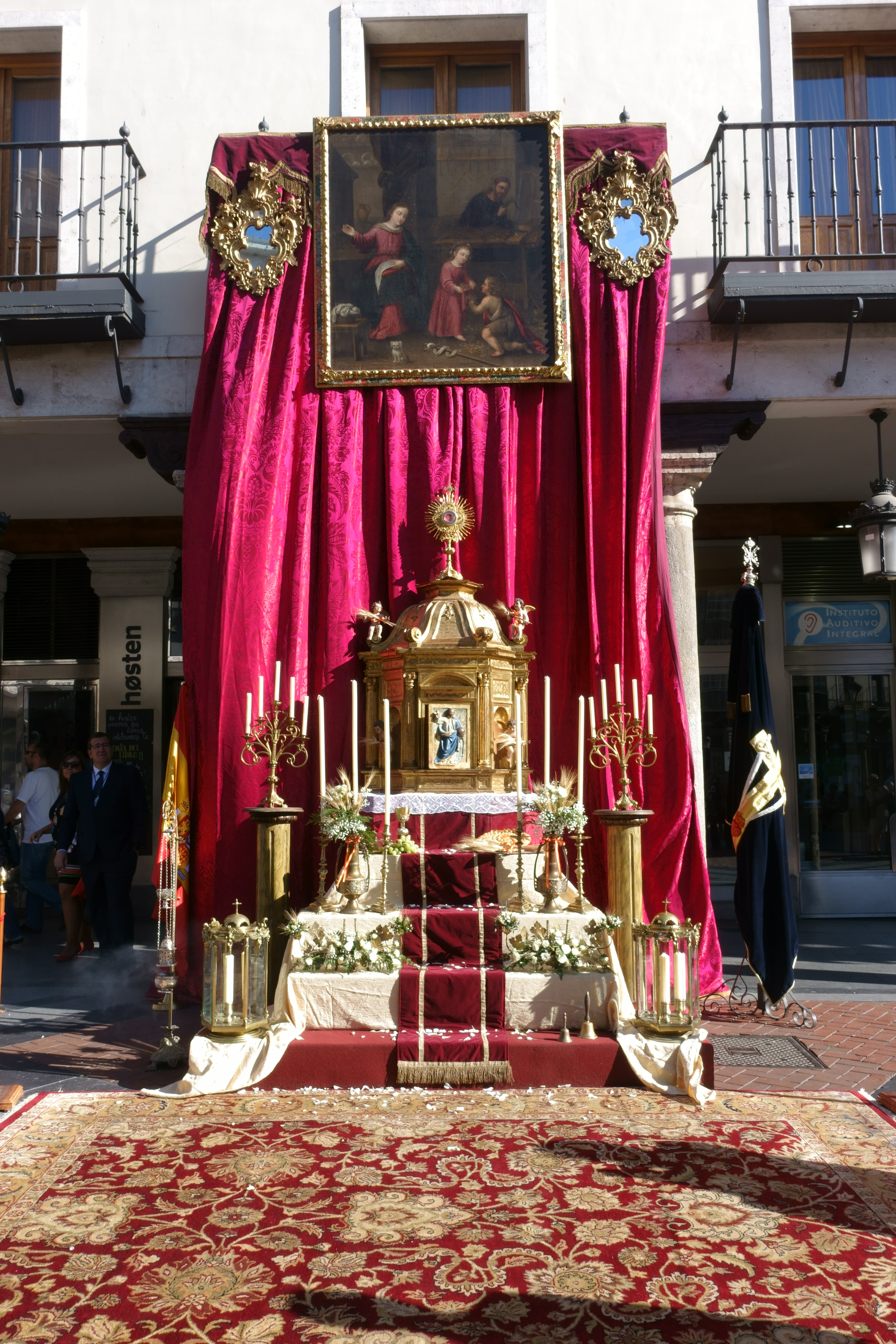
Altar

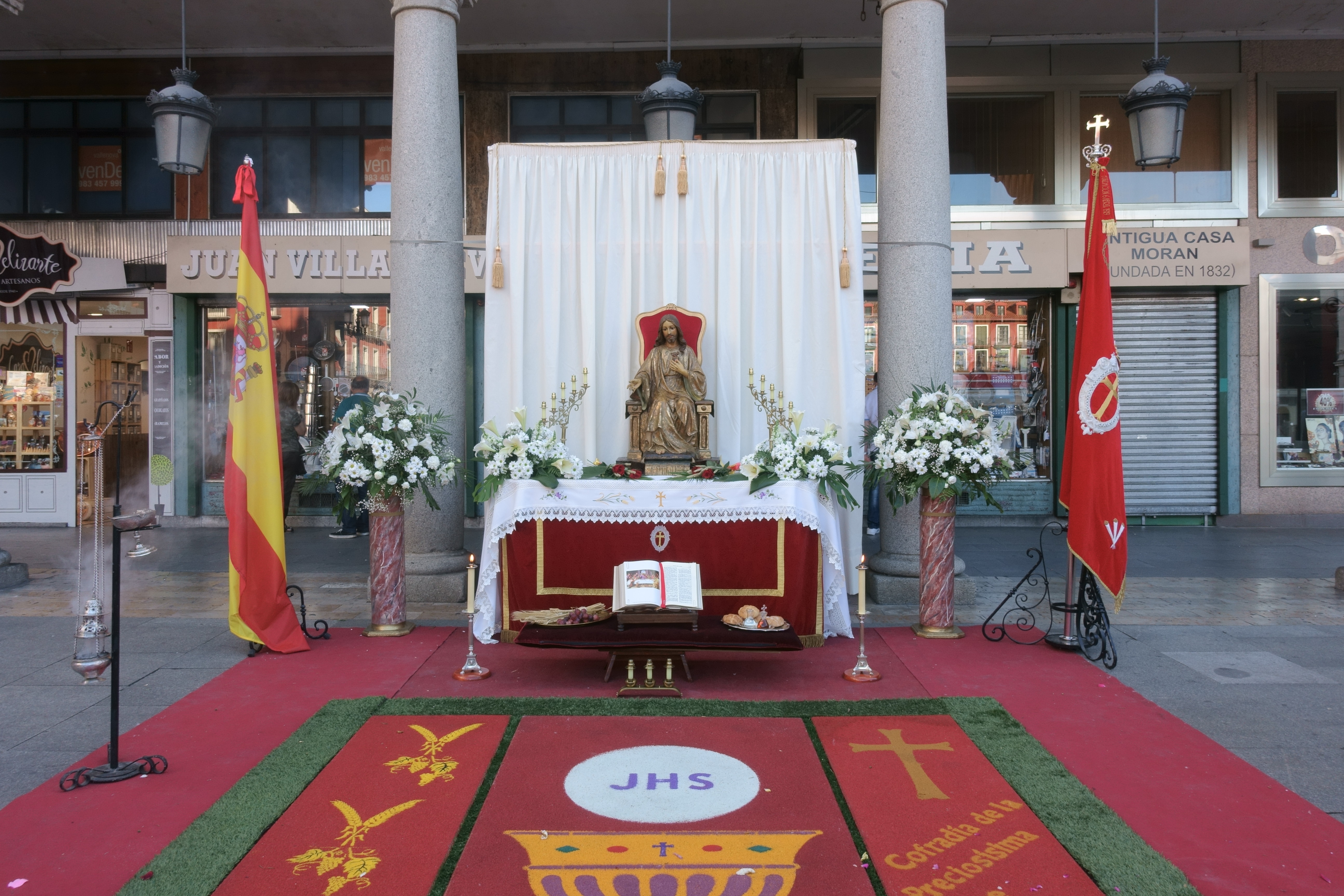
Altar

Valladolid celebra el Corpus, de acuerdo con el calendario litúrgico español, el domingo de la novena semana después del Domingo de Resurrección. La jornada comienza con la celebración de la Eucaristía a las 11 de la mañana en la Catedral, presidida por el Señor Arzobispo y el Cabildo Catedralicio, iniciándose la procesión desde su interior a las doce del mediodía. La procesión atraviesa el casco histórico de la ciudad, regresando en torno a las dos y media de vuelta al templo. El Santísimo queda expuesto ininterrumpidamente hasta las siete de la tarde, en que se celebran Vísperas y reserva.

### Planta de Procesión
1. Pertiguero. Figura histórica que, unos pasos por delante de la cabeza de la procesión, avisa de su llegada. Su nombre proviene de la época en la que la calle se cubría con toldos, comprobando el día anterior la altura de los mismos para ver si al día siguiente podía pasar la custodia.
2. Cruz Alzada y Ciriales de la S. I. Catedral
3. Cofradía Penitencial y Sacramental de la Sagrada Cena, con su hábito penitencial. Abre con su Cruz guía y faroles, inmediatamente después, los niños de comunión de la cofradía y parroquia de San Pedro-Santa Clara y Ntra. Sra. del Prado, a continuación, los cofrades comenzando por el libro de reglas y Estandarte. Alumbran el conjunto La Sagrada Cena (Juan Guraya, 1942-1958) titular de la cofradía, escoltado por agentes de la Policía Municipal. Acompaña la Banda de cornetas y tambores de la Cofradía.
4. Cofradías de Semana Santa
5. Parroquias
6. Asociaciones religiosas
7. Cofradías de Gloria
8. Guardia de honor
9. Apostolado de Fátima
10. Archicofradía de la Guardia de Honor del Sagrado Corazón de Jesús
11. Adoración Perpetua de Valladolid
12. Adoración Nocturna de Valladolid (ramas masculina y femenina)
13. Adoración Real, Perpetua y Universal de la Basílica Santuario Nacional de la Gran Promesa.
14. Venerable Orden Tercera de Franciscanos
15. Cruz Patriarcal
16. Monaguillos
17. Seminario Menor y Mayor
18. Sacerdotes diocesanos. En el centro van la mitra y el báculo del Arzobispo, ya que si está l Santísimo no lo puede llevar el Prelado.
19. Cabildo Catedralicio
20. Custodia de Arfe, en su carro triunfal, acompañada por cuatro Canónigos.
21. Señor Arzobispo, acompañado por el Deán y el Rector de la Basílica Santuario Nacional de la Gran Promesa.
22. Palio
23. Banda de música

### Recorrido y altares
La procesión se inicia y concluye en la S. I. Catedral, discurriendo por las calles del casco histórico y pasando por la Plaza Mayor. A lo largo del recorrido se disponen altares instalados por cofradías, penitenciales o de gloria.
Año 2013, diecisiete altares con la siguiente distribución:
| Cofradía                                                           | Imagen | Ubicación                                                          |
| ------------------------------------------------------------------ | --- | ------------------------------------------------------------------ |
| Ilustre Cofradía Penitencial de Nuestra Señora de las Angustias    | Réplica de pequeño tamaño de Nuestra Señora de las Angustias, custodiada por Santa Teresa de Jesús y San Pedro Regalado. | Plaza de Fuente Dorada.                                            |
| Cofradía de la Exaltación de la Cruz.                              | Conjunto de la Sagrada Familia (Patronos de la Cofradía).                                                                | Calle de Ferrari.                                                  |
| Cofradía del Descendimiento y Santísimo Cristo de la Buena Muerte. | Imagen de San Miguel (imagen parroquial) y lienzo del Beato Bernardo Francisco de Hoyos (Patrón de la Cofradía).         | Calle de Ferrari.                                                  |
| Cofradía de la Orden Franciscana Seglar.                           | San Francisco (Patrón de la Cofradía) y Lignum Crucis.                                                                   | Plaza Mayor, lado derecho, interior.                               |
| Cofradía Penitencial de la Santa Vera Cruz.                        | Custodia del Lignum Crucis.                                                                                              | Plaza Mayor, lado derecho, exterior.                               |
| Cofradía del Santo Sepulcro.                                       | San José (Patrón de la Cofradía).                                                                                        | Plaza Mayor, bajo uno de los arcos de la Casa Consistorial.        |
| Cofradía de Nuestra Señora de San Lorenzo.                         | Nuestra Señora de San Lorenzo, Patrona de Valladolid.                                                                    | Plaza Mayor, bajo el arco central de la Casa Consistorial.         |
| Insigne Cofradía Penitencial de Nuestro Padre Jesús Nazareno.      | San Pedro Regalado, Patrón de Valladolid.                                                                                | Plaza Mayor, bajo uno de los arcos de la Casa Consistorial.        |
| Cofradía del Discípulo Amado y Jesús de Medinaceli.                | Santo Niño de Cebú. | Plaza Mayor, lado izquierdo, exterior.                             |
| Muy Ilustre Cofradía Penitencial de Nuestra Señora de la Piedad.   | Réplica de pequeño tamaño de La Quinta Angustia.                                                                         | Plaza Mayor, lado izquierdo, exterior.                             |
| Cofradía Penitencial de la Sagrada Pasión de Cristo.               | San Juan Bautista degollado (patrón de la cofradía).                                                                     | Calle de la Pasión, delante de su sede histórica.                  |
| Cofradía del Santo Entierro.                                       | San Bernardo. | Plaza de Santa Ana, delante de su sede.                            |
| Hermandad Penitencial de Nuestro Padre Jesús atado a la Columna.   | San Luis Gonzaga (Patrón de la Cofradía).                                                                                | Calle de María de Molina.                                          |
| Cofradía de las Siete Palabras.                                    | Santiago Peregrino y Nuestra Señora de la Salve (patronos de la cofradía).                                               | Calle Santiago, en un lateral de su sede.                          |
| Cofradía de Cristo Despojado.                                      | San Andrés (imagen parroquial).                                                                                          | Calle de la Constitución, en la parte trasera del Teatro Zorrilla. |
| Cofradía de Nuestra Señora del Carmen.                             | Nuestra Señora del Carmen.                                                                                               | Calle Regalado.                                                    |
| Cofradía de Jesús Resucitado y María Santísima de la Alegría.      | San José Fernández. | Calle Regalado.                                                    |

Años 2014 y 2015, veinte altares con la siguiente distribución:
Además de los altares, el paso de La Sagrada Cena, dado que por sus dimensiones no puede subir el atrio de la Catedral, fue instalado hasta el inicio de la procesión junto a éste, como un provisional altar, custodiado con ciriales.
| Cofradía                                                                         | Imagen | Ubicación                                                          |
| -------------------------------------------------------------------------------- | --- | ------------------------------------------------------------------ |
| Ilustre Cofradía Penitencial de Nuestra Señora de las Angustias                  | Imagen de Santa Gertrudis (impulsora de la devoción al Corazón de Jesús), dos lienzos del Corazón de Jesús y del Corazón de María y dos ángeles custodiando el altar                                                  | Plaza de Fuente Dorada.                                            |
| Cofradía de la Exaltación de la Cruz.                                            | Conjunto de la Sagrada Familia (Patronos de la Cofradía). | Calle de Ferrari.                                                  |
| Cofradía del Descendimiento y Santísimo Cristo de la Buena Muerte.               | Imágenes de San Miguel (imagen parroquial) y del Beato Bernardo Francisco de Hoyos (Patrón de la Cofradía). | Calle de Ferrari.                                                  |
| Cofradía de la Orden Franciscana Seglar.                                         | Altar homenaje al VIII Centenario de la visita de San Francisco de Asís a España, con las imágenes de San Pedro Regalado (Patrón de Valladolid), San Francisco (Patrón de la Cofradía) y San Francisco de San Miguel. | Plaza Mayor, lado derecho, interior.                               |
| Cofradía Penitencial de la Santa Vera Cruz.                                      | Custodia del Lignum Crucis. | Plaza Mayor, lado derecho, exterior.                               |
| Cofradía del Santo Sepulcro.                                                     | Santa Teresa de Jesús. | Plaza Mayor, bajo uno de los arcos de la Casa Consistorial.        |
| Cofradía de Nuestra Señora de San Lorenzo.                                       | Nuestra Señora de San Lorenzo, Patrona de Valladolid. | Plaza Mayor, bajo el arco central de la Casa Consistorial.         |
| Insigne Cofradía Penitencial de Nuestro Padre Jesús Nazareno.                    | San Pedro Regalado, Patrón de Valladolid. | Plaza Mayor, bajo uno de los arcos de la Casa Consistorial.        |
| Cofradía Penitencial de La Oración del Huerto y San Pascual Bailón.              | San Pascual Bailón (Patrón de la Cofradía) | Plaza Mayor, lado izquierdo, exterior.                             |
| Real y Venerable Cofradía de la Preciosísima Sangre de Nuestro Señor Jesucristo. | Sagrado Corazón de Jesús | Plaza Mayor, lado izquierdo, exterior.                             |
| Muy Ilustre Cofradía Penitencial de Nuestra Señora de la Piedad.                 | Virgen María. | Plaza Mayor, lado izquierdo, entrada calle de la Pasión.           |
| Cofradía Penitencial de la Sagrada Pasión de Cristo.                             | San Juan Bautista degollado (patrón de la cofradía). | Calle de la Pasión, delante de su sede histórica.                  |
| Cofradía del Santo Entierro.                                                     | San Bernardo. | Plaza de Santa Ana, delante de su sede.                            |
| Hermandad Penitencial de Nuestro Padre Jesús atado a la Columna.                 | San Luis Gonzaga y la Inmaculada Concepción (Patronos de la Cofradía), en dos niveles, esta última custodiada por dos ángeles.                                                                                        | Calle de los Héroes de Alcántara.                                  |
| Cofradía del Pilar.                                                              | Nuestra Señora del Pilar | Calle Zúñiga.                                                      |
| Cofradía del Carmen Extramuros.                                                  | Imágenes de Nuestra Señora del Carmen Extramuros, San José y Santa Teresa de Jesús. | Calle de Santiago.                                                 |
| Cofradía de las Siete Palabras.                                                  | Santiago Peregrino (Patrono de la cofradía), acompañado de dos ángeles. | Calle de Santiago, en un lateral de su sede.                       |
| Cofradía de Nuestra Señora del Carmen (Delicias).                                | Nuestra Señora del Carmen. | Calle de la Constitución.                                          |
| Cofradía de Cristo Despojado.                                                    | Virgen del Henar (Iglesia Parroquial de San Andrés). | Calle de la Constitución, en la parte trasera del Teatro Zorrilla. |
| Cofradía de Jesús Resucitado y María Santísima de la Alegría.                    | San José Fernández. | Calle Regalado.                                                    |

### La Custodia
La Custodia con el Santísimo es el elemento principal de la Procesión. Fue realizada en plata por Juan de Arfe (1587-1590) para la Catedral de Valladolid, en cuyo Museo se conserva. Recibe el nombre de de Adán y Eva en el Jardín del Edén, pues en su base se representa tal escena.
En 1587, Arfe regresaba a Valladolid procedente de Sevilla, fundando una escuela de orfebrería en la ciudad, donde ejercerá con un gran número de aprendices y oficiales, entre los que destaca Juan de Benavente. La Custodia supone una síntesis de las previas de Ávila y Sevilla y la transición de la platería castellana desde el Manierismo clasicista a los inicio del Barroco. Representa una obra de madurez mucho más depurada que las anteriores, en la que las formas arquitéctonicas adquirien mayor supremacía sobre los elementos figurativos ornamentales.
La Custodia adopta una forma de torre campanario de cuatro cuerpos en la que se alternan plantas hexagonales y circulares. Tales cuerpos presentan los siguientes órdenes (de abajo a arriba): jónico, corintio, compuesto y toscano. Se dispone sobre un amplio basamento con dos zócalos superpuestos, con acompañamiento de pequeñas figuras de querubines, floreros angulares y faroles, todo ello también en plata, que son posteriores y no se deben al autor.